# Wilhelm Freiherr von Rechenberg

Wilhelm Freiherr von Rechenberg

Wilhelm Eduard Anton Freiherr von Rechenberg (* 21. September 1903 in Slawitz bei Oppeln, Oberschlesien; † 19. März 1968 in Tübingen) war ein deutscher Bildhauer.

## Leben

### Herkunft und Ausbildung

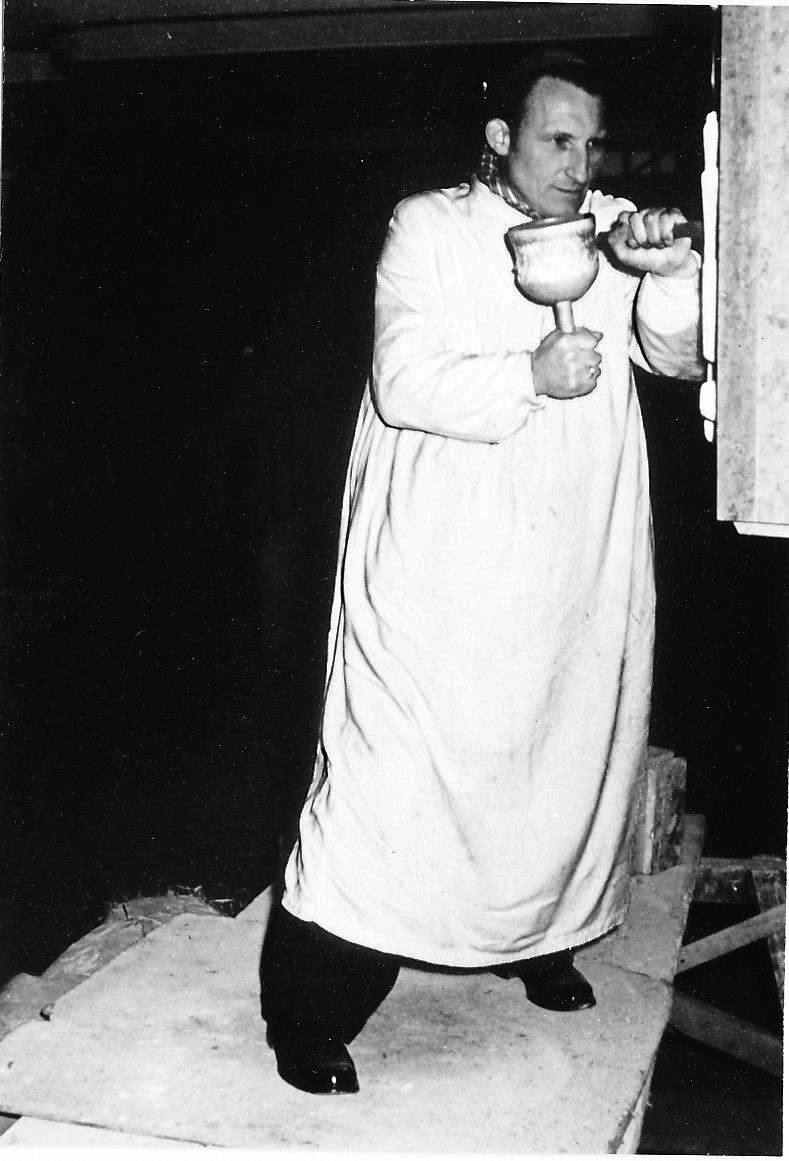
Bildhauer Wilhelm Freiherr von Rechenberg

Wilhelm von Rechenberg wurde als erstes von 3 Geschwistern im oberschlesischen Slawitz (poln. Sławice) geboren, heute ein Stadtteil von Oppeln (poln. Oppole). Sein Vater, Friedrich Anton Georg Heinrich Freiherr von Rechenberg (* 27. August 1860, † 11. Dezember 1933) war Gutsverwalter in Slawitz und später Lehrer an der Landwirtschaftsschule im ostpreußischen Königsberg. Seine Mutter Karoline Eleonore Freifrau von Rechenberg (* 22. März 1879, † 25. November 1945), geborene Rodde, entstammt einer Lübecker Kaufmannsfamilie.
Wilhelm von Rechenberg besuchte zunächst das humanistische Gymnasium un ging nach der Untertertia bei einem Königsberger Steinmetz in die Lehre. Anstelle eines Wechsels auf die preußische Kadettenanstalt wurde er 1924 in die Bildhauerklasse von Karl Killer an der Städtischen Gewerbeschule in München aufgenommen. Den Weg nach München nahm er zu Fuß. Als Killer 1926 zum Professor für Kirchliche Plastik an die Akademie der bildenden Künste München berufen wurde, folgte ihm sein Schüler in die dortige Bildhauerklasse. Hier angekommen, nutzte der Meisterschüler die ihm eröffnete Möglichkeit zu einem Studium generale an der benachbarten Ludwig-Maximilians-Universität. Nicht zuletzt dabei gewann der angehende Kirchenkünstler sein vertieftes Verständnis der Bilderwelt biblischer Erzählungen.

### Frühes Werk
Der Architekt German Bestelmeyer, Professor an der Technischen Hochschule München und Präsident der Münchner Kunstakademie, wurde auf den jungen Künstler aufmerksam. Er verhalf ihm zu den ersten öffentlichen Aufträgen im Kirchenbau. Damit war Wilhelm von Rechenberg ein vielversprechender Start in den Beruf des freischaffenden Bildhauers gelungen. 1932 ehelichte er Marianne Perutz, Tochter des in München niedergelassenen jüdischen Arztes Felix Perutz und damit Enkelin des Chemikers und Fotoplattenfabrikanten Otto Perutz. Die junge Familie ließ sich in der Münchner Borstei nieder.

### NS- und Kriegszeit
Mit dem fortschreitenden Vollzug der sogenannten Nürnberger Rassegesetze vom September 1935 fand sich Wilhelm von Rechenberg, über seine Heirat mit einer Halbjüdin „jüdisch versippt“, jedoch bald von weiteren öffentlichen Aufträgen ausgeschlossen. Nur im Fall der Scheidung von seiner Frau wäre er wieder „auftragswürdig“ geworden. Dieses Ansinnen wies er jedoch zurück. Damit ging ihm auch die Förderung durch Bestelmeyer verloren, der Mitglied der NSDAP geworden und 1935 zum „Reichskultursenator“ aufgestiegen war. Als sich 1938 über Beziehungen die Gelegenheit bot, sich in eine ländliche Abgeschiedenheit zurückzuziehen, übersiedelte er mit seiner Familie, die Frau war mit dem vierten von acht Kindern schwanger, nach Obernau bei Rottenburg a. Neckar an. Nach dem Ende des Naziregimes sollte er den Weg zurück nach München nicht mehr finden, obgleich Mitglieder der Münchner Kunstakademie den Versuch unternahmen, ihm den Rückweg zu ebnen.
In Obernau folgten entbehrungsreiche Jahre. Wilhelm von Rechenberg versuchte sich mit kleinen Arbeiten über Wasser zu halten. Für seine „halbjüdische“ Frau bestand auch in der ländlichen Abgeschiedenheit unmittelbare, vom Naziregime ausgehende Gefahr. Wilhelm von Rechenberg wurde zum Russlandfeldzug eingezogen. Als die Militärs jedoch darauf gestoßen waren, dass er wegen seiner Verbindung mit einer Halbjüdin nach Lage der Vorschriften „wehrunwürdig“ war, wurde er unehrenhaft aus der Wehrmacht entlassen und hatte sich auf eigene Faust vom Feld nachhause durchzuschlagen; er kam einigermaßen unversehrt, jedoch traumatisiert nach Obernau zurück. Einem erneuten Stellungsbefehl – zum Volkssturm kurz vor Ende des Krieges – konnte er sich entziehen.

### Nachkriegszeit
Nach Kriegsende 1945 konvertierte Wilhelm von Rechenberg, der einer protestantischen Linie entstammt und dem Pietismus nahegekommen war, in Obernau und Rottenburg aber katholische Luft atmete, zusammen mit der ganzen Familie zum römisch-katholischen Glauben. Zum Dank für den glücklichen Ausgang der Schreckensjahre gelobte er, für die von der Gemeinde Obernau aus gleichem Motiv geplante Kapelle am Waldsaum des Seltenbach-Tälchens („Rommelstal“) den künstlerischen Part zu übernehmen. Zur Ausführung der Kapelle kam es jedoch erst 2010, als eine Initiative auf den alten Gemeinderatsbeschluss zurückgekommen war, lange nach Rechenbergs Tod und nachdem die Madonna von seiner Hand, die für die Kapelle bereit gestanden hatte, längst verschollen war. Die Kapelle ist am Eingang zu dem idyllischen Tal zu finden.

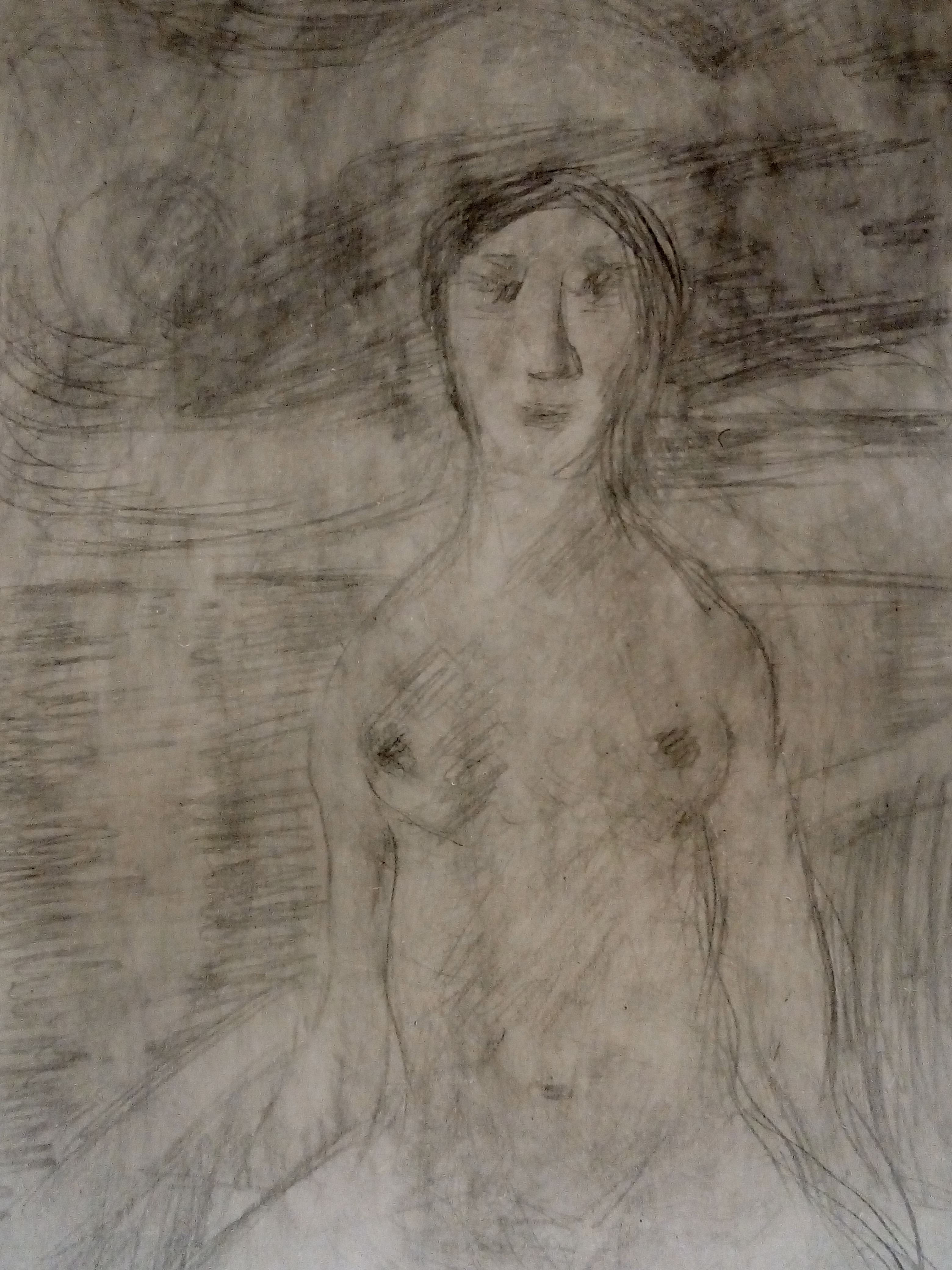
Zeichnung, Akt, ~1958

### Spätes Werk
In den 1950er Jahren gelangte Wilhelm von Rechenberg zu neuen Horizonten und einem erneuten Höhepunkt seines Schaffens. Zunächst hatte er sich auf keramische Kleinskulpturen verlegt, formenreich und ausdrucksstark ähnlich den reifen Bildhauerwerken der 1930er Jahre. Schlag auf Schlag entstand dann aber eine Reihe größerer skulpturaler Werke neuen Stils, immer noch geprägt von ausdrucksstarken Verschlüsselungen, jedoch in einer formal reduzierten Bildsprache, die sich zunehmend deutlich von seinen Frühwerken absetzte. Für diese Wandlung genannt seien die Kreuzwege in Bad Buchau am Federsee und in Neuhausen auf den Fildern sowie die Werke für die Domkirche St. Eberhard in Stuttgart und für den Rottenburger Dom. In der zweiten Hälfte der Dekade musste er die skulpturale Arbeit jedoch aufgeben wegen einer Herzerkrankung. Nun widmete er sich dem Papierschnitt und der Fortentwicklung seiner Zeichenkunst. So entstand ein beachtliches Werk an reifen zeichnerischen Akt- und Portraitdarstellungen und an staunenmachenden Papierschnitten. Dieses sein Spätwerk war auf Ausstellungen der Tübinger Künstlergruppe "Ellipse" zu sehen, deren Mitglied er 1958 geworden ist.

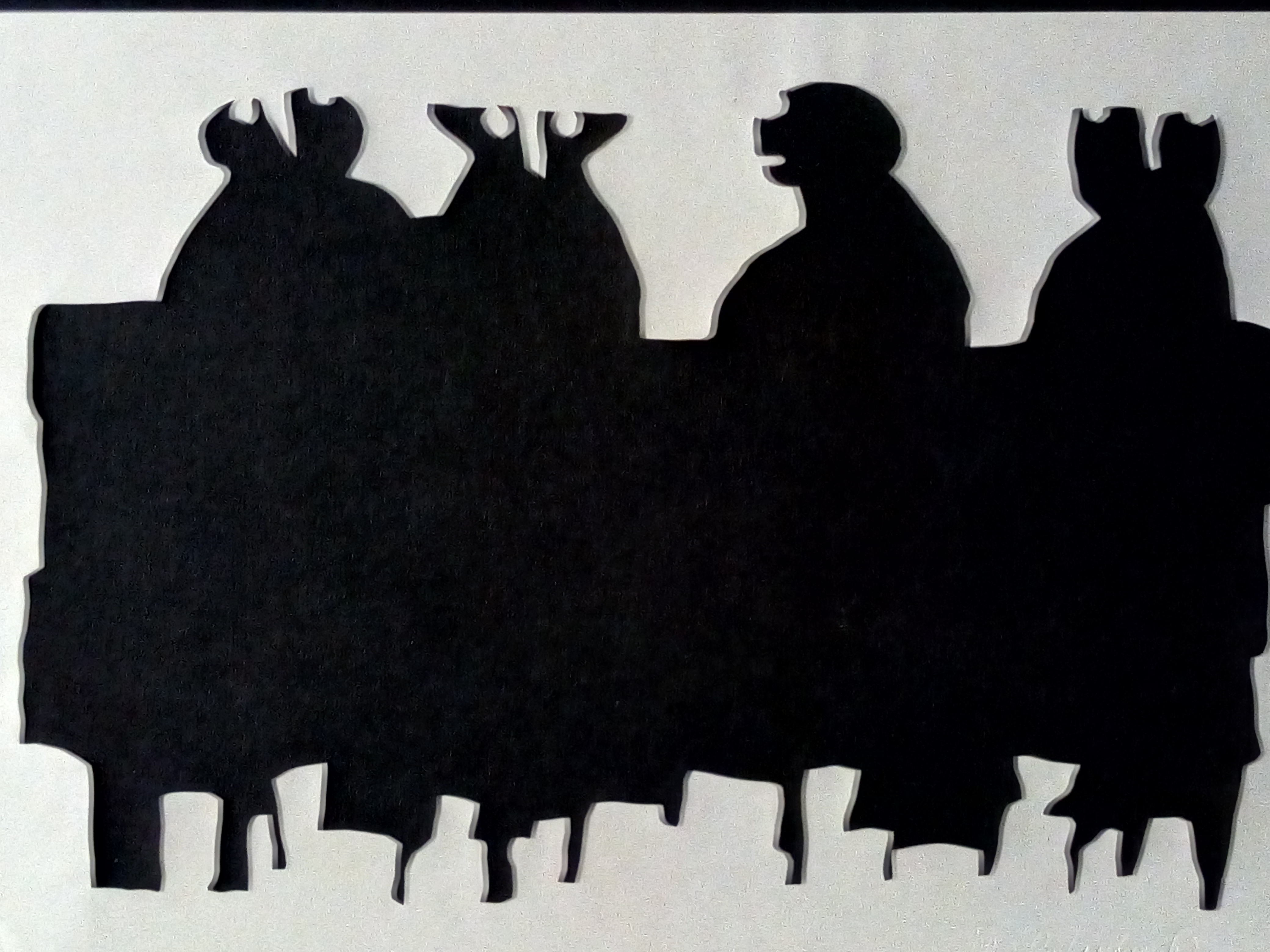
Papierschnitt ~1960

## Werke (Beispiele)
- 1931 evangelische Auferstehungskirche München: Taufstein mit schwerer Bronzehaube - Reliefs, erhalten Taufstein (Detail Taufe Jesu) Auferstehungskirche München 1931

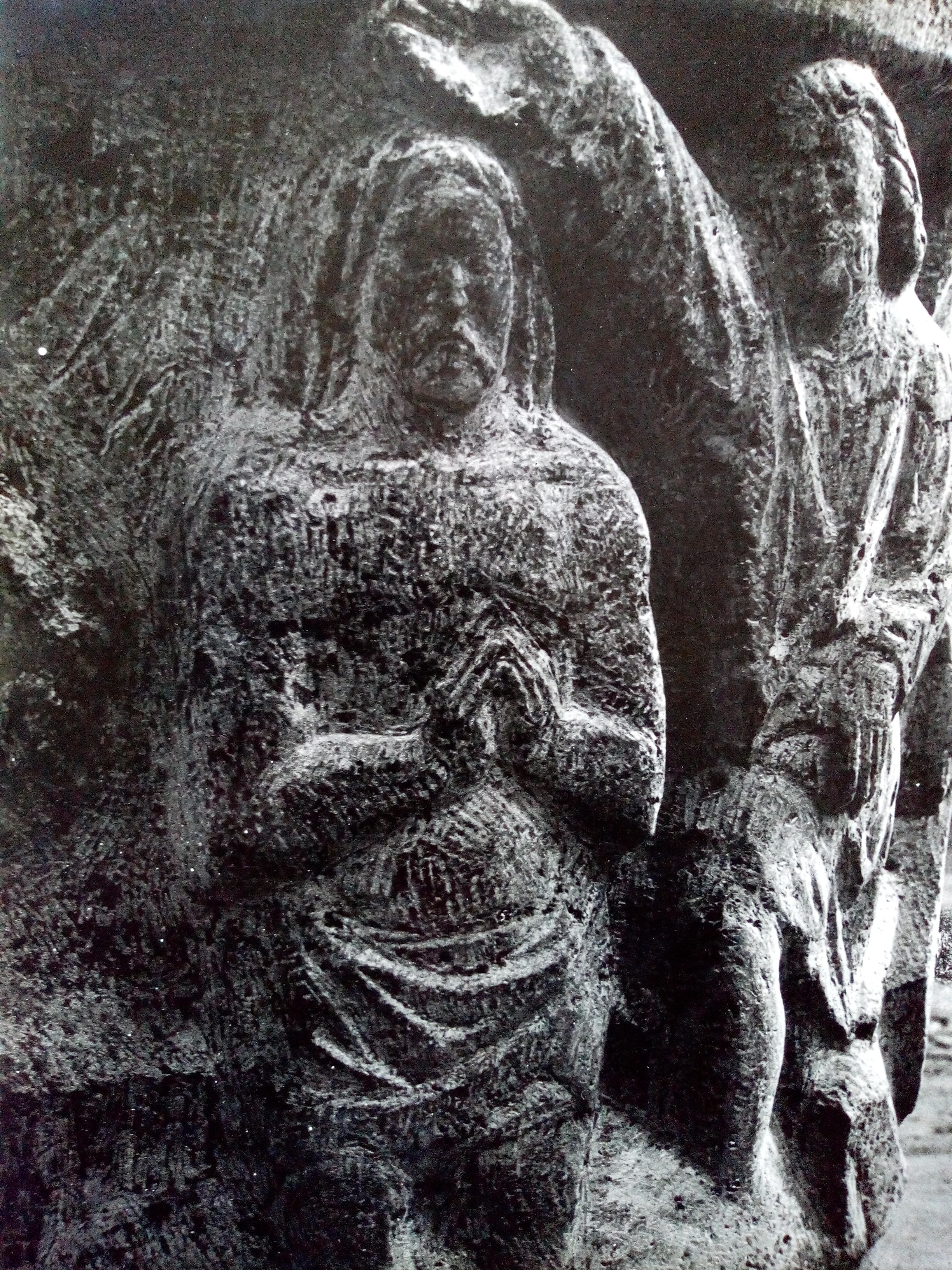
Taufstein (Detail Taufe Jesu) Auferstehungskirche München 1931

- 1933 alte evangelische Matthäuskirche München, 1938 von den Nazis geschleift: Zwei betende Cherubim an den Ecken des Altarbaldachins – Holzplastiken farbig, verschollen
- 1934 evangelische Erlöserkirche Bamberg: Altarkonsolen "Zwei Engel, die Brot und Wein tragen" - Steinreliefs, erhalten
- 1935/36 evangelische Kirche in Seeshaupt am Starnberger See: Altar-Triptychon – Holzreliefs farbig, 1941 aus dem Kirchenraum wegen Anstößigkeit entfernt und 1957 in die Friedenskirche Gaimersheim gelangt, erhalten
- 1936 Friedhof unter den Linden Reutlingen: Grabmal für die Familie Haarburger jüdischer Herkunft - Steinreliefs, erhalten
- 1937 evangelische Markuskirche München: Markuslöwe - Plastik weiß getüncht, erhalten
- 1938 evangelische Stephanuskirche München: Altaraufsatz, Kruzifix und 4 Engel die Leuchter halten – Holzplastiken in Gold und Silber, erhalten
- 1939/40 evangelische Trinitatiskirche Düsseldorf: Taufstein und Brunnenstele - Reliefs, erhalten
- 1953 katholische Kirche Christus König des Friedens in Kirchentellinsfurt, 1982/83 profaniert: Volto-Santo-Kruzifixus in Ärmeltunika und mit Königskrone über dem Hochaltar – Holzplastik bemalt, nach 1957 aus dem Kirchenraum entfernt und durch einen Wandteppich ersetzt, verschollen
- 1953 Bad Buchau am Federsee, Kreuzweg ins Kappeler Plankental: halbplastische Kreuzwegszenen - Keramik rohgebrannt, 1954 durch Vandalismus fast vollständig zerstört
- 1953/54 Neuhausen auf den Fildern, Kreuzweg an der Josefskapelle: steinerne Stelen mit Kreuzwegszenen, erhalten
- 1954 Gut-Betha Haus in Rottenburg am Neckar: Altarsockel- und Altarwandgestaltung - keramische Fliesen, bemalt und glasiert, 1972 bei Umnutzung oder 1983 bei Abriss zerstört
- 1955 katholische Kirche St. Magnus in Bad Ditzingen-Gosbach: Wandkreuzweg - in den Putz eingelassene keramische Fliesen bemalt und glasiert, erhalten aber seit 1990 überdeckt
- 1955 katholische Kirche St. Thomas-Morus in Ludwigsburg-Eglosheim: Wandgestaltung des Marienaltars - keramische Fliesen in Farbe, erhalten aber seit 1993 überdeckt
- 1955 Domkirche St. Eberhard in Stuttgart: Kanzel – Christus der Sämann - Steinrelief, 1990/91 bei Umgestaltung des Kircheninneren durch einen Ambo ersetzt, erhalten?
- 1955/56 Dom St. Martin Rottenburg am Neckar: Taufbrunnen- und Wandgestaltung - Keramikfliesen mit eingeritzten Figuren rohgebrannt, 1977/78 der Taufbrunnen und 2003 die Wandgestaltung zerstört im Zug der jeweiligen Umgestaltung des Kircheninneren
- 1956 Priesterseminar Rottenburg am Neckar: Wandbrunnen-Tympanon - Keramikrelief, farbig glasiert, erhalten

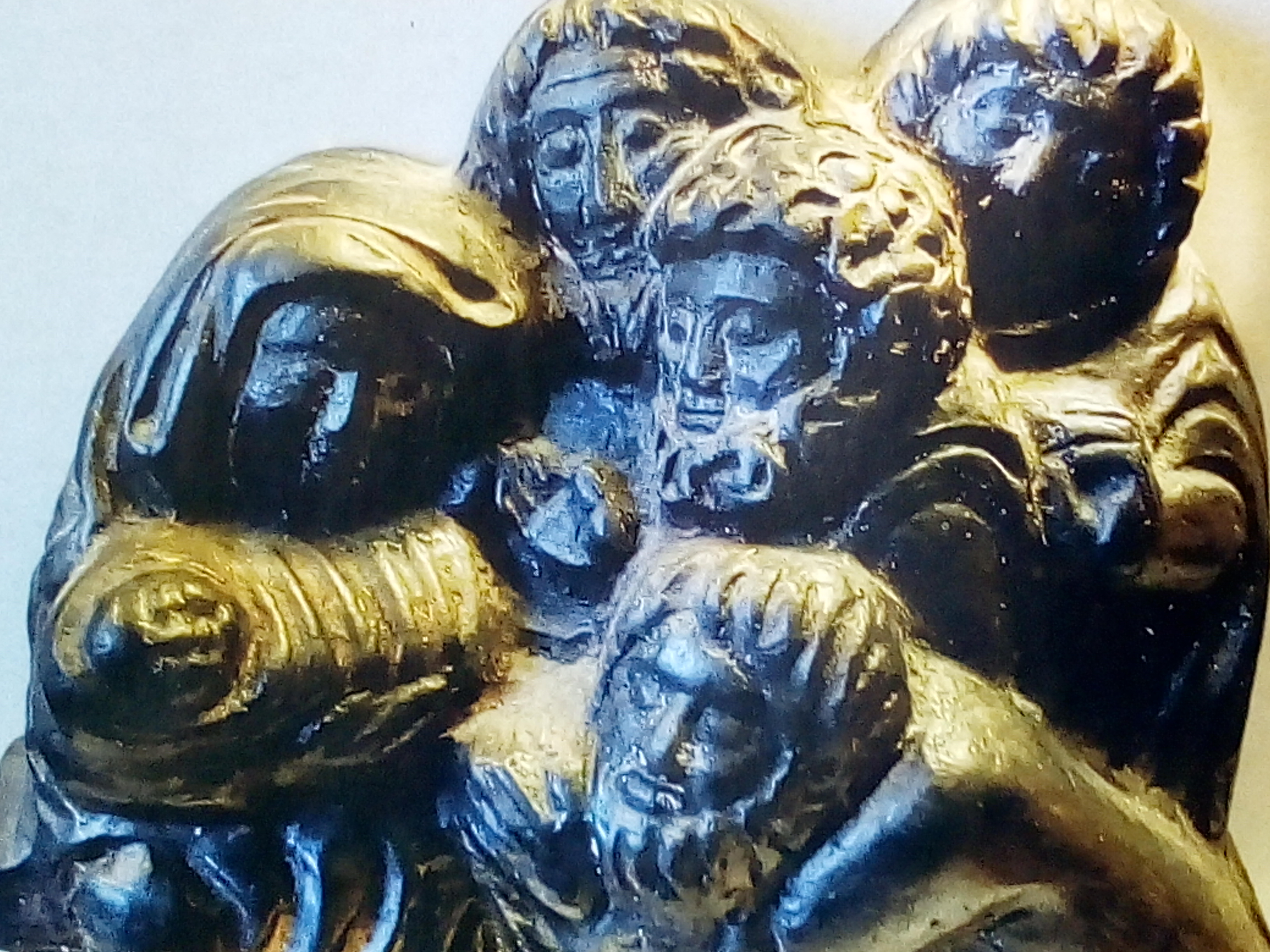
Kleinkeramik, Heilige Familie mit Heiligen Drei Königen, halbplastische Gruppe, ~1950
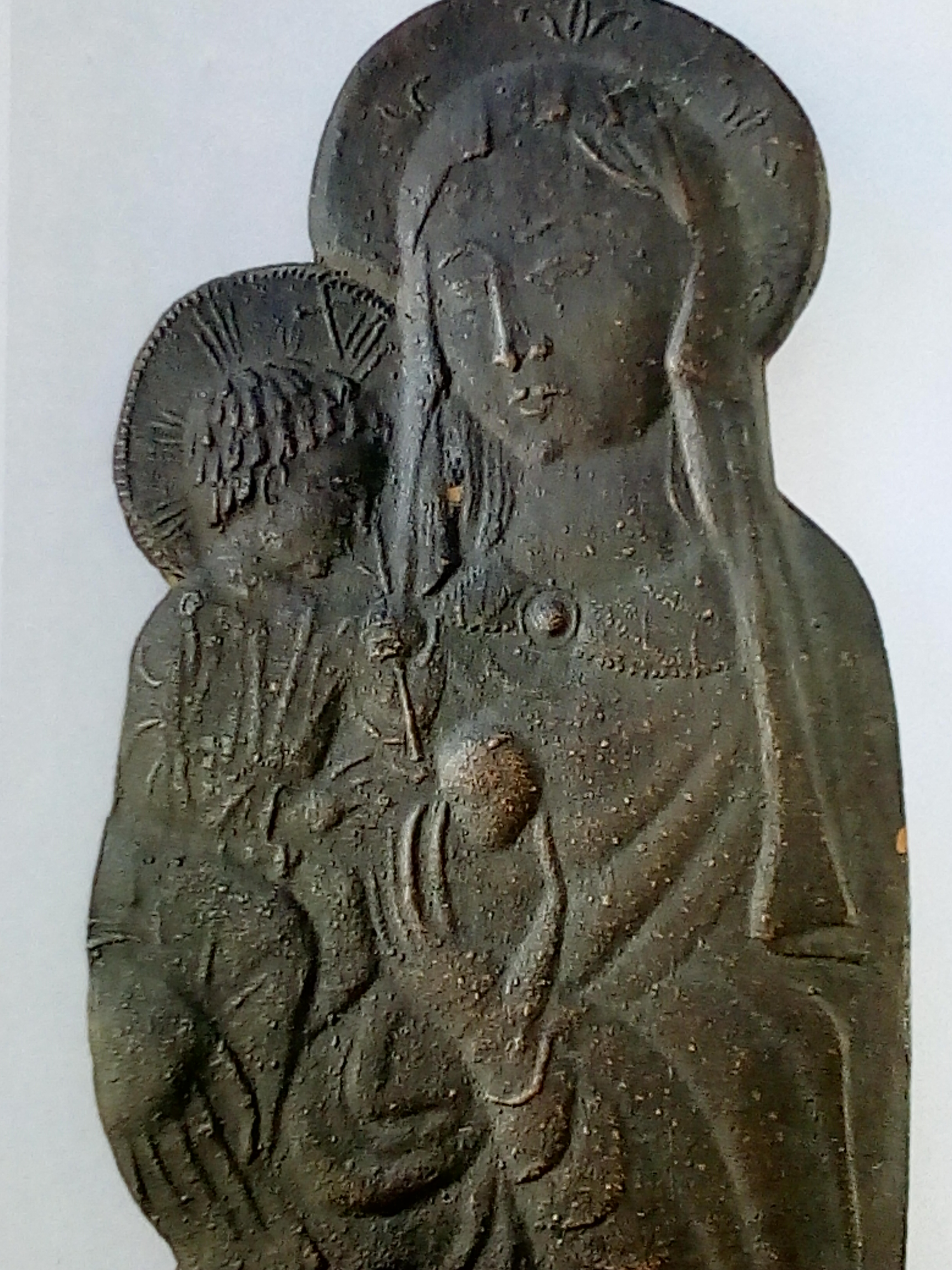
Kleinkeramik, Madonna mit Kind, Flachrelief, ~1953
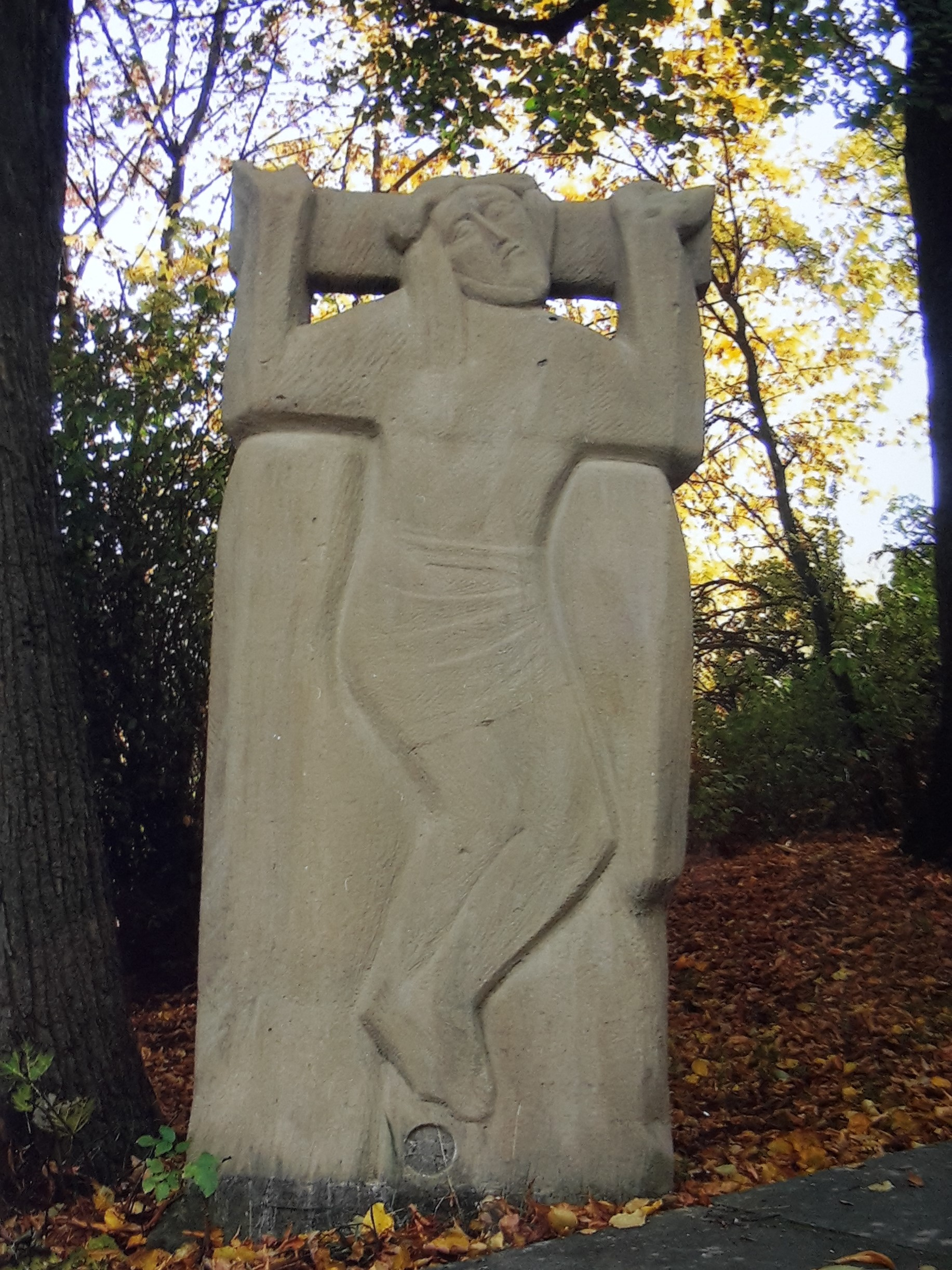
Kreuzweg, an der Josefskapelle in Neuhausen auf den Fildern 1954, Jesus stirbt am Kreuz, Relief
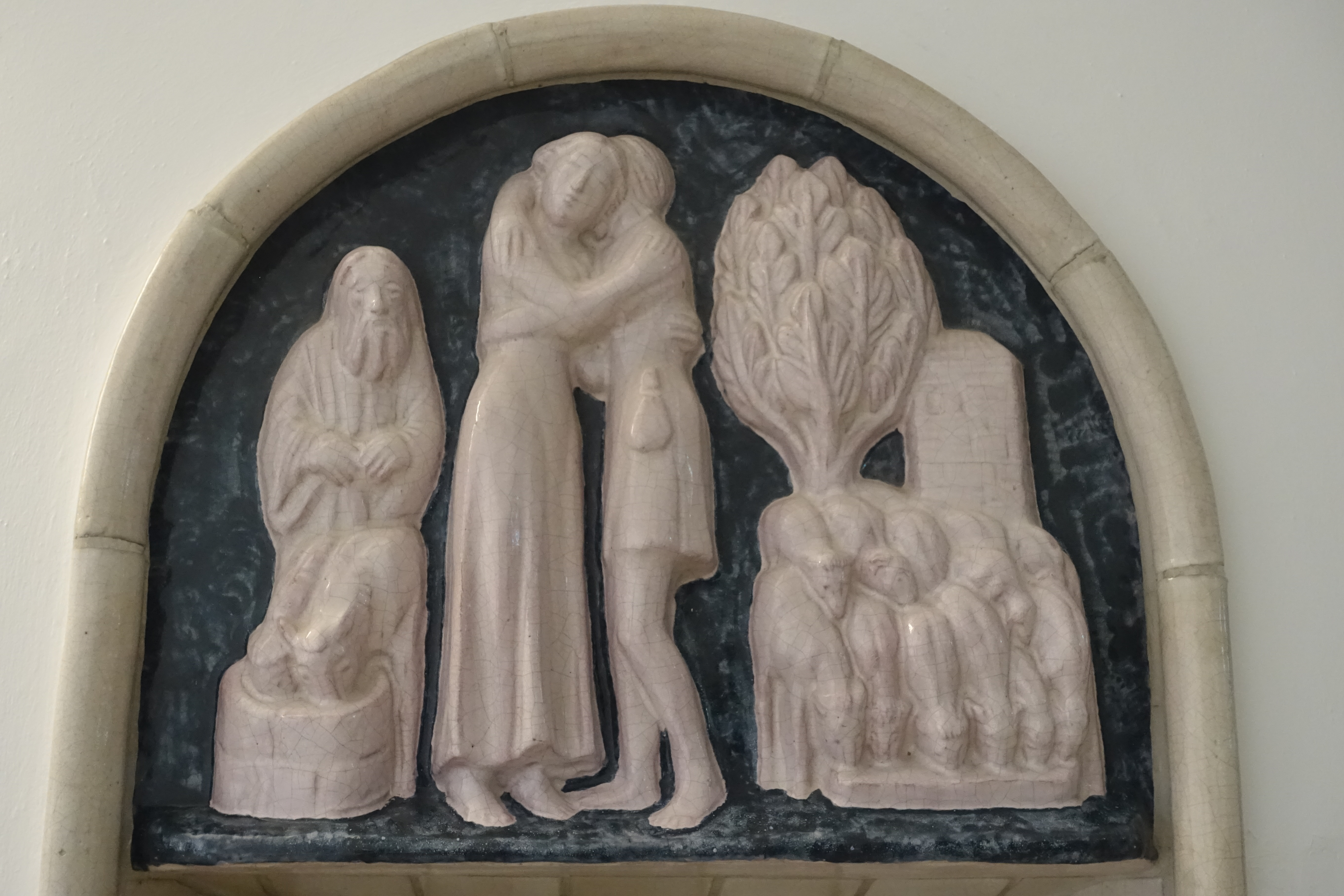
Wandbrunnen-Tympanon, Priesterseminar Rottenburg 1956, Jakob trifft Rahel am Brunnen, glasiertes Keramikrelief